# Eukrohnia proboscidea
Eukrohnia proboscidea är en djurart som tillhör fylumet pilmaskar, och som beskrevs av Furnestin och Ducret 1965. Eukrohnia proboscidea ingår i släktet Eukrohnia och familjen Eukrohniidae. Inga underarter finns listade i Catalogue of Life.